# 阿尔及利亚—马来西亚关系
阿尔及利亚—马来西亚关系（英語：Algeria–Malaysia relations）是关于阿尔及利亚及马来西亚的外交关系。阿尔及利亚在吉隆坡设有大使馆，而马来西亚也在阿尔及尔设有大使馆。

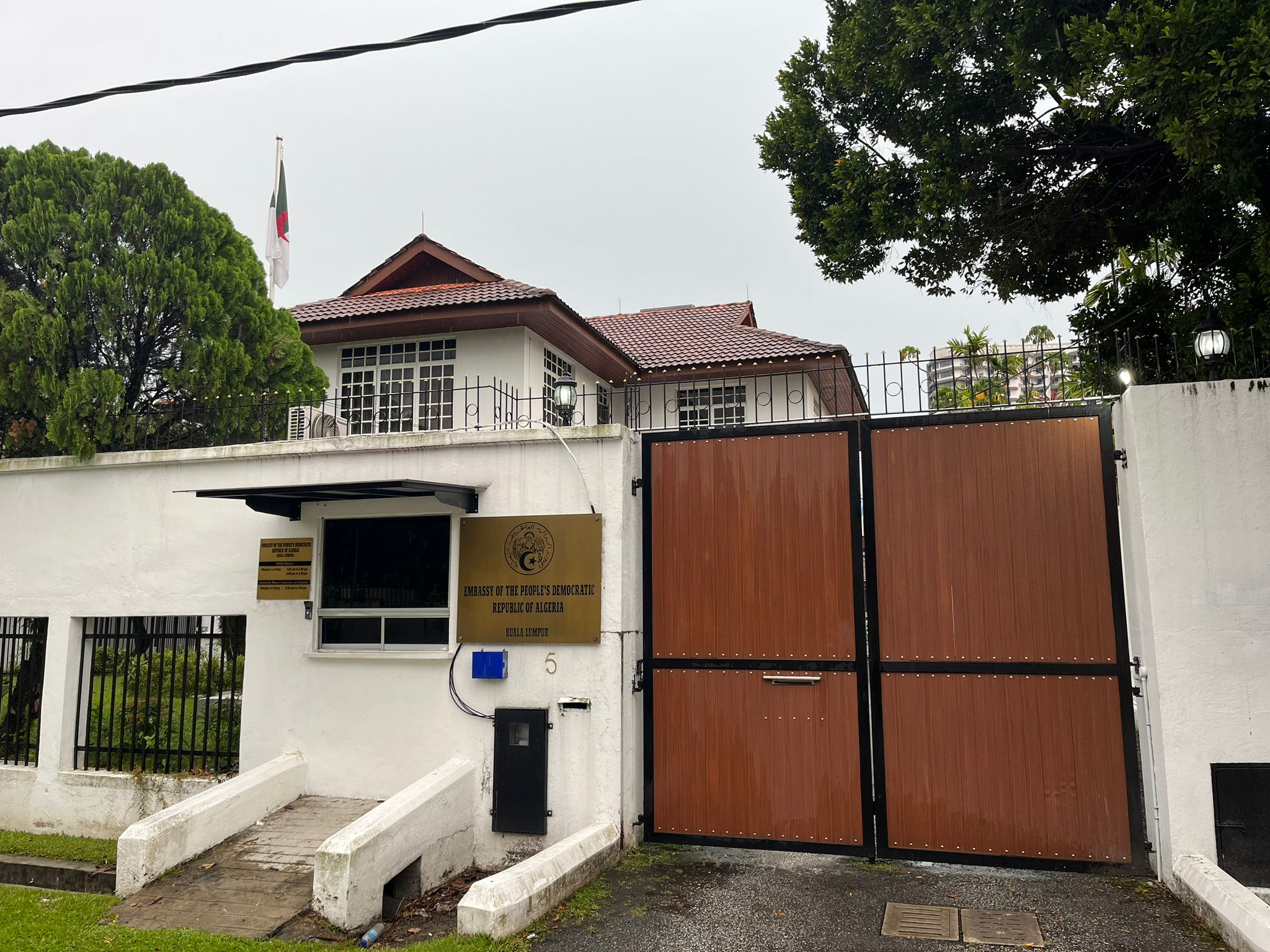
位于吉隆坡的阿尔及利亚大使馆

2003年8月10日，马来西亚首相马哈迪·莫哈末出访阿尔及利亚，期间，他受到了总统阿卜杜勒-阿齐兹·布特弗利卡的迎接。